# ایکس او

نمونهٔ روند انجام یک بازی ایکس او

دوز یک بازی دو نفره‌ است که با قلم و کاغذ انجام می‌شود. نام این بازی به دلیل علامت‌های X و O است که در طول بازی استفاده می‌شود. برای آغاز این بازی، جدولی با ۳ ردیف و ۳ ستون روی کاغذ رسم می‌شود و هر یک از طرفین یکی از علامت‌های X یا O را انتخاب می‌کنند و تا پایان بازی برای پر کردن خانه‌های جدول از آن استفاده می‌کنند.
برای شروع بازی یکی از طرفین به قید قرعه علامت X یا O را که قبلاً انتخاب کرده در یکی از خانه‌های جدول ۹ خانه‌ای قرار می‌دهد. سپس نفر دوم علامت مربوط به خود را در خانه‌های دیگر که هنوز پر نشده‌اند قرار می‌دهد و پس از آن مجدداً نوبت نفر اول خواهد بود.
نقطه پایان بازی در هر مرحله جایی است که یکی از حریفان بتواند علامتی را که در ابتدای بازی انتخاب کرده در یکی از ردیف‌های افقی، عمودی یا قطری قرار دهد و در طول بازی هر یک از طرفین با قرار دادن علامت خود در مقابل علامت‌های حریف نباید اجازه دهند که حریف یک خط عمودی، افقی یا قطری را با علامت خود پر کند.
نام این بازی در ادبیات انگلیسی Tic-tac-toe می‌باشد.
نمونه یک بازی که در نهایت X بازی را برده‌است: